# Lodovico Castelvetro
Lodovico Castelvetro (Modena, 1505 – Chiavenna, 21 febbraio 1571) è stato un filologo e critico letterario italiano.
È considerato il massimo rappresentante dell'aristotelismo letterario cinquecentesco.

## Biografia
Nato a Modena da Niccolò Castelvetro, banchiere - secondo le cronache coeve, il più ricco della città -, studiò leggi, per volere paterno, e lettere nelle università di Bologna, Ferrara e Padova. Si laureò a Siena, e ivi fece parte dell'Accademia degli Intronati. Dopo aver soggiornato a Roma, al seguito dello zio Giovanni Maria Della Porta, Ambasciatore presso la S. Sede, fece ritorno a Modena, dove divenne il principale animatore della locale Accademia ed insegnó diritto dal 1532 al 1557, anno in cui fu costretto a lasciare la città in seguito alle conseguenze di un'aspra contesa sorta con Annibal Caro. Tale diatriba era stata innescata da un giudizio negativo espresso da Castelvetro su una canzone del Caro, intitolata Venite all'ombra de' gran gigli d'oro, motivato dal mancato stile e linguaggio petrarchesco e dai contenuti deludenti.

La polemica divampò e un caro amico del Caro, M. Alberigo Longo Salentino (così si legge, proprio all'inizio dell'Ercolano), venne ucciso; il Castelvetro fu pretestuosamente indicato dall'entourage del Caro quale mandante dell'omicidio. Il Caro colse quindi l'occasione per lanciare su di lui violentissime accuse di empietà e di eresia. Tra le colpe che gli vennero attribuite vi era quella di aver tradotto i Loci communes di Melantone e di aver scritto e diffuso proposizioni non ortodosse. Nel 1560 fu dichiarato eretico dall' Inquisizione e i suoi beni furono confiscati.

Fuggì allora a Chiavenna con l'intento di discolparsi dinanzi al Concilio di Trento. Nel 1564 fu a Ginevra, in Svizzera, dove insegnò per tre anni poetica. Quindi passò a Lione e infine a Vienna, dove fu accolto da Massimiliano II, cui dedicò la sua traduzione della Poetica di Aristotele. Dovette tuttavia allontanarsi da Vienna già l'anno successivo a causa di un'epidemia di peste.

Morì a Chiavenna nel 1571.

## La polemica col Caro
Lodovico Castelvetro fu coinvolto in una feroce polemica con M. Annibal Caro; polemica che ha spinto M. Benedetto Varchi a scrivere il suo Ercolano. Come si legge nell'Ercolano, il Castelvetro aveva fatto delle osservazioni negative a proposito della lingua del Caro; il Caro, nonostante fosse oberato di lavoro, gli rispose per le rime. M. Lodovico non aveva letto la risposta del Caro, ma mandò lo stesso un amico al Varchi insistendo perché la si pubblicasse, offrendosi addirittura di pagare le spese. 

Il Varchi gli consigliò 
 Ma M. Lodovico insisté e il Varchi cedette, perché "A un popolo pazzo, un prete spiritato." Alla fine, la cosa fece tanto rumore che il signor conte Ercolani andò nella villa del Varchi a Castelli per farsi spiegare com'erano andate le cose; e da questi ragionamenti, nacque il libro che porta il suo nome.

## Opere
Nel 1545 redasse un Commento alle Rime del Petrarca e una Sposizione di XXIX canti della Commedia.

Ma le opere più significative furono la Giunta fatta al ragionamento degli articoli et de verbi di messer Pietro Bembo, riguardante le tematiche grammaticali e la Poetica d'Aristotele vulgarizzata, et sposta per Lodouico Casteluetro, una delle prime indagini critiche sull'opera aristotelica, grazie alla quale Castelvetro approfondì le sue teorie sulla differenziazione fra storia e poesia: se alla prima disciplina spetta il compito, secondo Castelvetro, di narrare la verità dei fatti, la seconda si occupa del mondo verosimile e da qui deriva l'acutezza del poeta, il cui fine è di "porgere per rassomiglianza diletto".
Fu il primo a dimostrare scientificamente, nelle sue Giunte (1549-1563 ca) alle Prose della volgar lingua di Pietro Bembo come la lingua italiana derivasse dal latino. Pose le basi storiche della grammatica normativa.

## Pubblicazioni
- Giunta fatta al ragionamento degli articoli et de verbi di messer Pietro Bembo, in Modona, per gli heredi di Cornelio Gadaldino, 1563.
- Poetica d'Aristotele vulgarizzata, et sposta per Lodouico Casteluetro, in Vienna d'Austria, per Gaspar Stainhofer, 1570.
- Correttione d'alcune cose del Dialogo delle lingue di Benedetto Varchi, et vna giunta al primo libro delle Prose di m. Pietro Bembo doue si ragiona della vulgar lingua fatte per Lodouico Casteluetro, Basilaea, 1572.
- Le rime del Petrarca brevemente esposte per Lodovico Castelvetro, in Basilea, ad istanza di Pietro de Sedabonis, 1582.
- Esaminatione sopra la ritorica a Caio Herennio fatta per Lodouico Casteluetri, e dedicata all'altezza sereniss.ma del signor Duca di Modana, in Modana, per Andrea, e Girolamo eredi del Cassiani, 1653.